# Black Devil (papierosy)

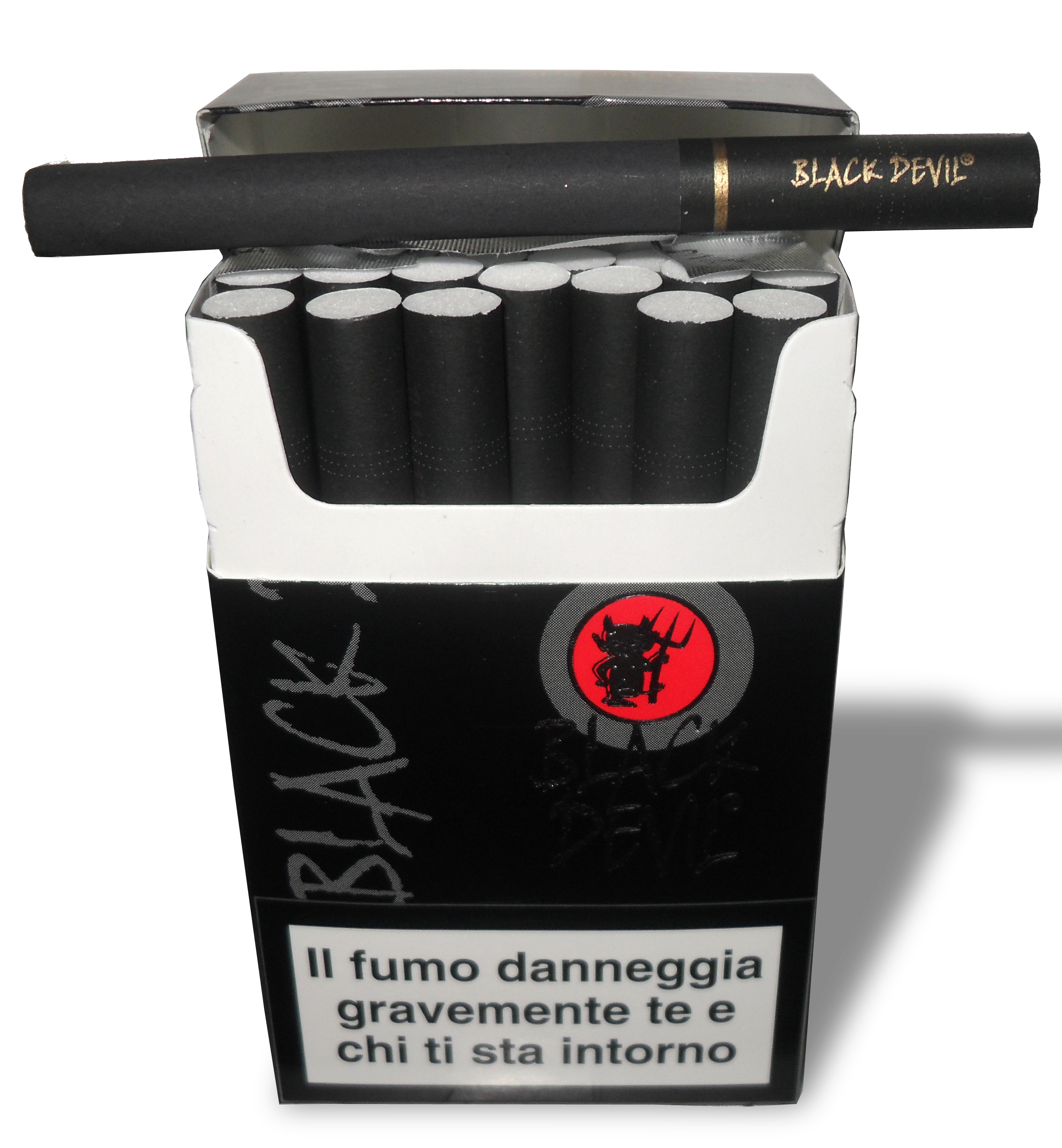
Wygląd włoskiej paczki wariantu Special Flavour

Black Devil – marka papierosów produkowanych przez Heupink & Bloemen Tabak w Holandii, do Polski importowanych przez Tobacco Trading International z Krakowa. Wszystkie z papierosów Black Devil mają standardowe wymiary 8,5 cm długości i 0,8 cm grubości. Każda paczka ma 20 sztuk. Wyróżniają się spośród innych marek m.in. tym, że papierosy te są prawie całkowicie czarne (z wyjątkiem wariantu Pink, w którym papierosy są różowe oraz „Yellow”, które są żółte).

## Warianty

### Papierosy
Na polskim rynku papierosy te dostępne są w siedmiu wariantach:
| Nazwa           | Opis                                                                                                | Dostępność na rynku | Substancje smoliste | Nikotyna | Tlenek węgla |
| --------------- | --------------------------------------------------------------------------------------------------- | ------------------- | ------------------- | -------- | ------------ |
| Special Flavour | Aromat karmelowo-waniliowy.                                                                         | od 2007             | 7 mg                | 0,5 mg   | 10 mg        |
| Finest Flavour  | Aromat czekoladowy, słodki (czekoladowy) ustnik.                                                    | od 2007             | 10 mg               | 0,8 mg   | 10 mg        |
| Cherry Flavour  | Aromat wiśniowy.                                                                                    | od 2012             | 10 mg               | 0,8 mg   | 10 mg        |
| After Dinner    | Aromat czekoladowo-miętowy.                                                                         | od 2012             | 10 mg               | 0,8 mg   | 10 mg        |
| Pink            | Zawierają domieszkę egzotycznych tytoni brazylijskich i orientalnych. Papierosy są różowego koloru. | od 2015             | 6 mg                | 0,5 mg   | 9 mg         |
| Black           | Zawierają domieszkę egzotycznych tytoni brazylijskich i orientalnych.                               | od 2015             | 7 mg                | 0,6 mg   | 9 mg         |
| Yellow          | Zawierają domieszkę egzotycznych tytoni brazylijskich i orientalnych Papierosy są żółtego koloru.   | od 2015             | 8 mg                | 0,6 mg   | 10 mg        |

### Tytoń
Do tej marki zaliczają się także 2 warianty tytoniu:
| Nazwa           | Opis                                                                                           | Waga |
| --------------- | ---------------------------------------------------------------------------------------------- | ---- |
| Special Flavour | Aromat karmelowo-waniliowy.                                                                    | 30 g |
| Smooth Flavour  | Wyprodukowany z delikatnego tytoniu Virgina. Jest porównywalny do Old Holborn Golden Virginia. | 30 g |